# Liste de sites d'art rupestre en Asie
Cet article recense les sites pétroglyphiques en Asie.

## Liste

### Arabie saoudite
- Graffiti Rocks
- Pétroglyphes et inscriptions de Bir Hima (en)
- Art rupestre de la région de Ha'il (en)

### Arménie
- Oughtasar
- Voskehat (Aragatsotn)

### Azerbaïdjan
- Réserve nationale historico-artistique de Goboustan

### Chine

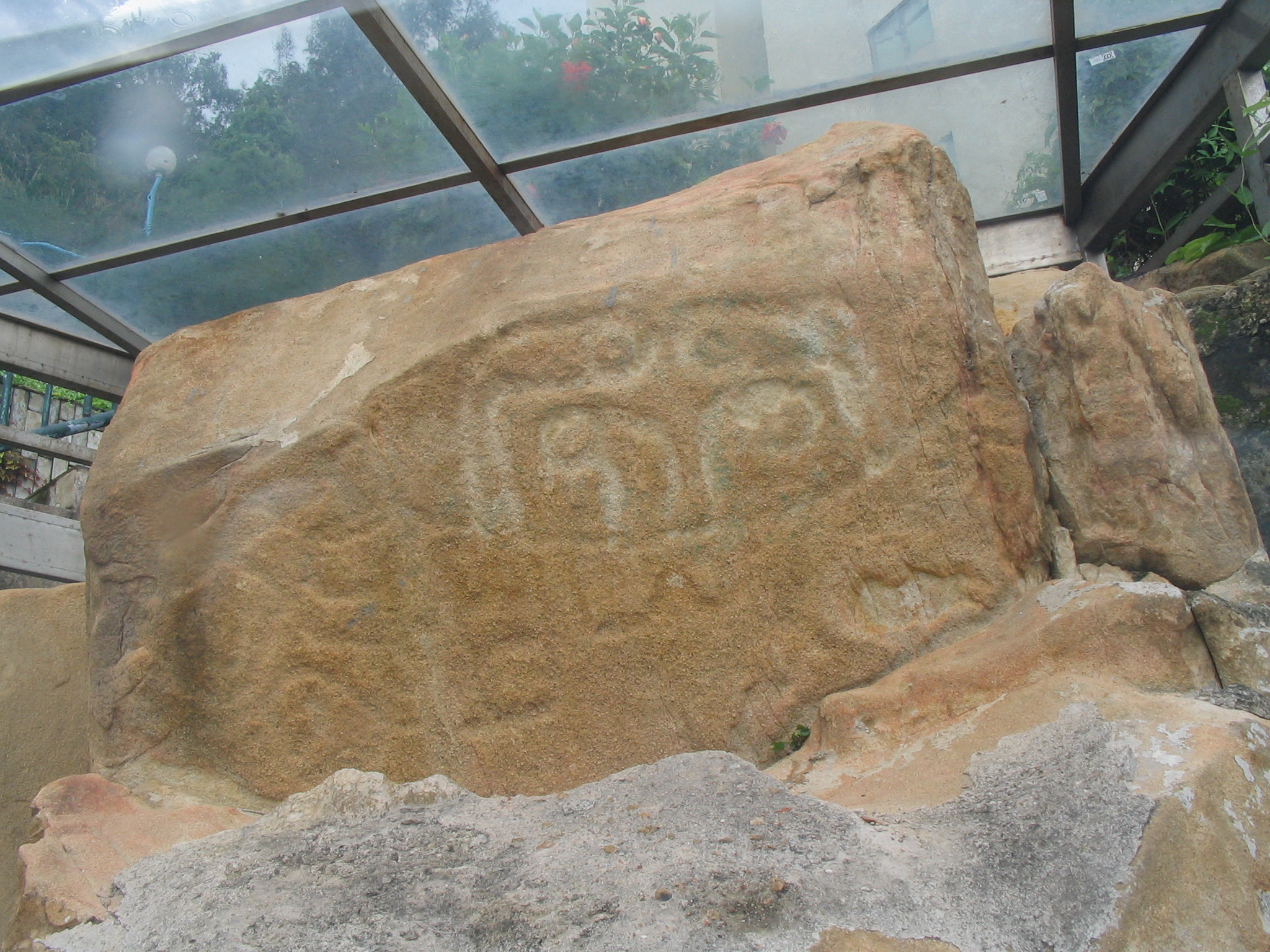
Pétroglyphes sur l'île de Cheung Chau, Hong Kong.

- Fujian :
  - Pétroglyphes de Hua'an

- Guangdong :
  - Pétroglyphes de Zhuhai

- Hong Kong : 
  - Big Wave Bay, île de Hong Kong
  - Cheung Chau, Lantau
  - Kau Sai Chau
  - Lung Ha Wan, Sai Kung
  - Po Toi
  - Shek Pik, Lantau
  - Tung Lung
  - Wong Chuk Hang, île de Hong Kong

- Jiangsu :
  - Pétroglyphes de Lianyungan

- Macao :
  - Pétroglyphes de Macao, à Coloane

- Mongolie-Intérieure :
  - Monts Yin

### Corée du Sud

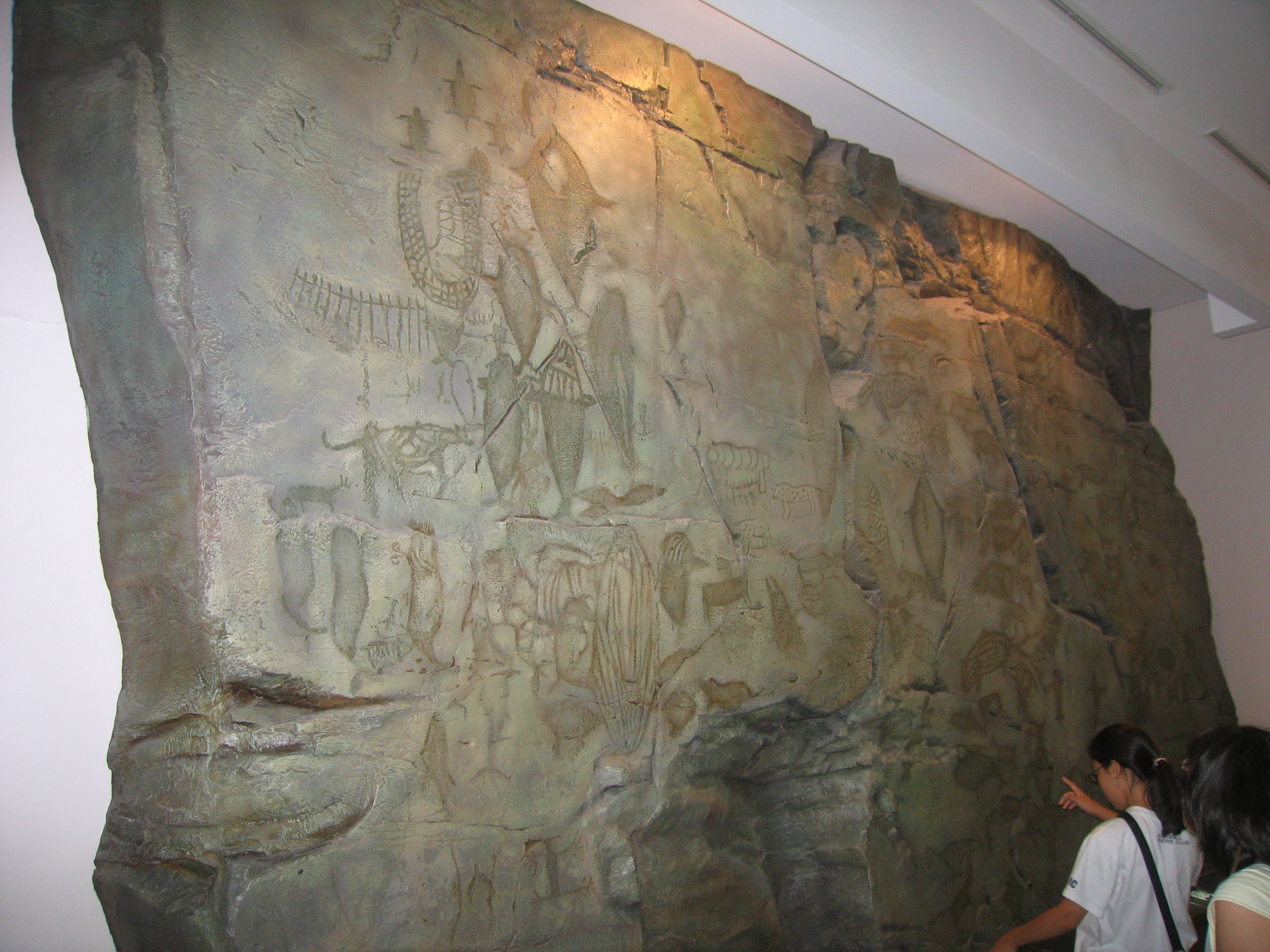
Réplique des pétroglyphes de Daegok au musée national de Gyeongju.

- Pétroglyphes du Daegok[1]
- Pétroglyphes d'Ulsan

### Géorgie
- Pétroglyphes de Trialeti (en)

### Inde

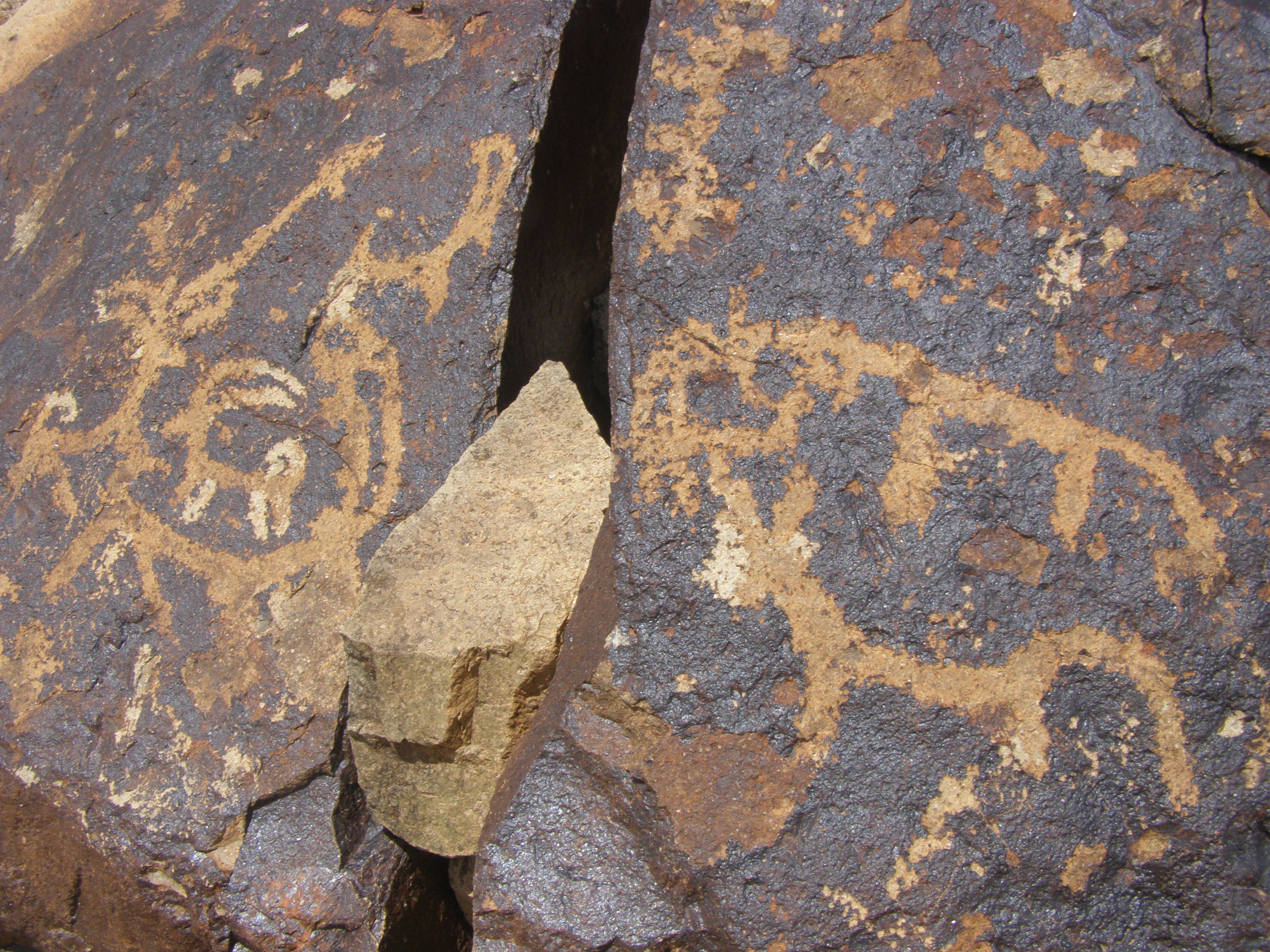
Pétroglyphes de Ladakh.

- Goa : Pétroglyphes d'Usgalimal, rives du Kushavati[2]
- Jammu-et-Cachemire : Ladakh[3]
- Kerala : Edakkal Caves, Wayanad
- Madhya Pradesh : Bhimbetka, Raisen[4]
- Maharashtra : Konkan, districts de Sindhudurg[5] et de Ratnagiri[6]
- Tamil Nadu : Kollur, Viluppuram[7], Perumukkal, Tindivanam
- Tripura : Unakoti près de Kailashahar

### Indonésie
- Grottes de Leang-Leang
- Leang Bulu Sipong 4[8]
- Art rupestre de l'Est de Kalimantan (de)

### Iran
- Khomein
- Art rupestre en Iran (en)

### Israël
- Art rupestre en Israël
- Ginosar, Génézareth (site archéologique)
- Har Karkom ou Djebel Ideid
- Néguev

### Japon

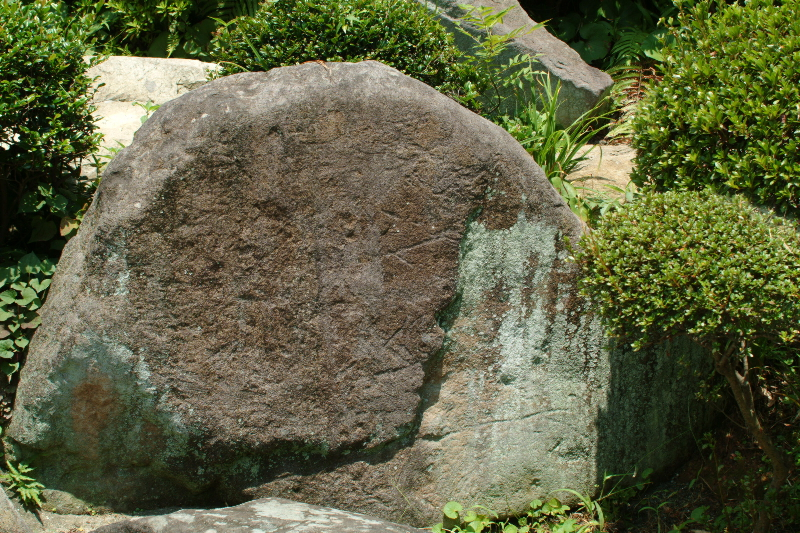
Pétroglyphe du temple d'Awashima, Kitakyūshū.

- Temple d'Awashima, Kitakyūshū[9]
- Hikoshima, Shimonoseki[9]
- Miyajima-chō, Itsukushima[9]
- Grotte de Temiya, Otaru[9]
- Tombes rupestres de Takaida

### Jordanie
- Wadi Rum
- Wadi Faynan

### Kazakhstan

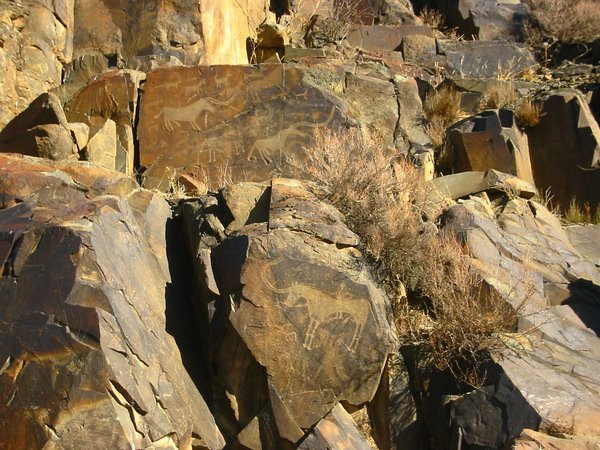
Pétroglyphes de Tamgaly.

- Bassin du Tchoumych
- Tamgaly[10], Tamgaly-Tas et Kulzhabasy, près d'Almaty et dans la vallée de l'Usek, à proximité de Jarkent
- Pétroglyphes de Arpa-Uzen (en)

### Kirghizistan
- Plusieurs sites des monts Tian :
  - Tcholpon-Ata

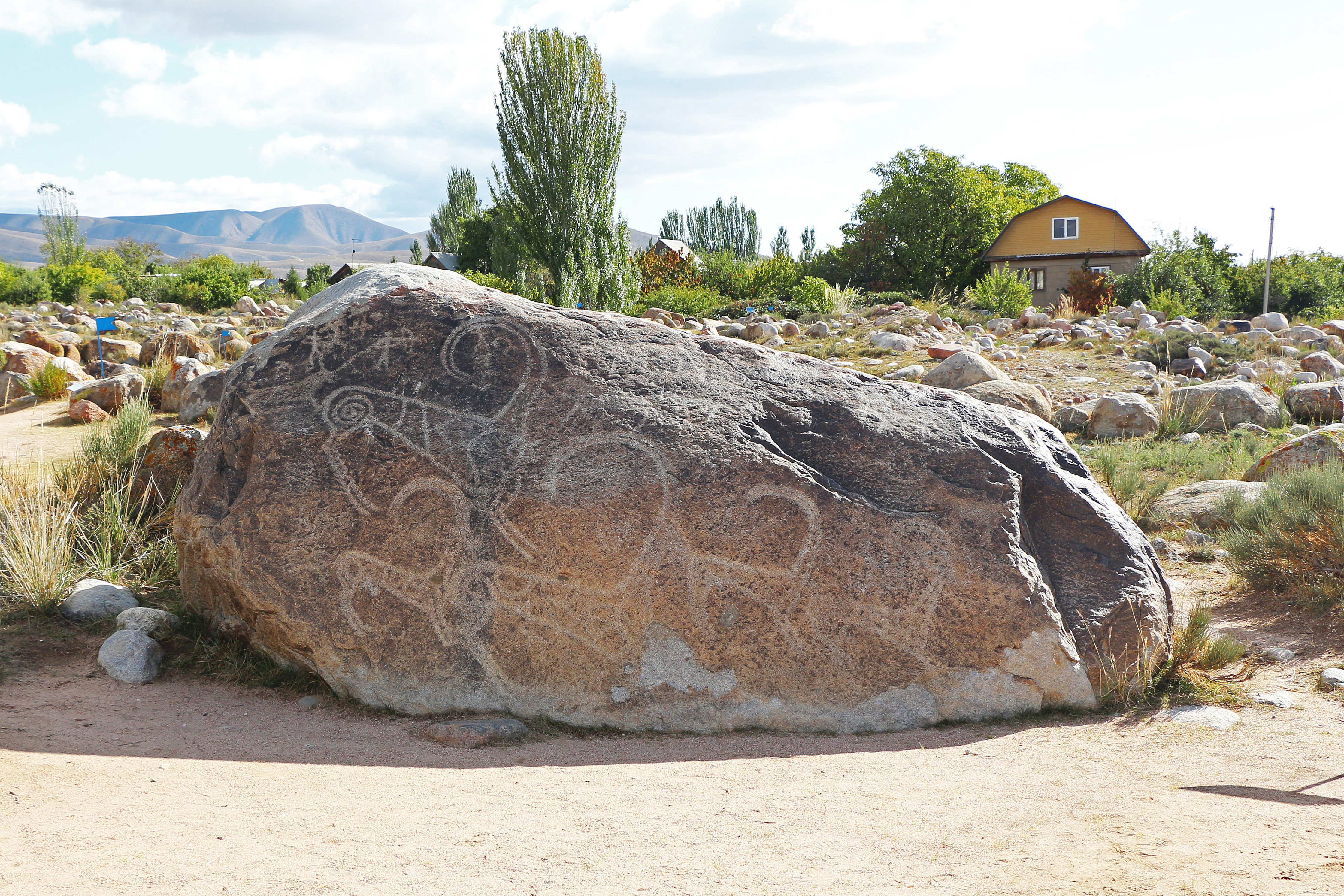
Pétroglyphes à Tcholpon-Ata au Kirghizistan

  - Région de Talas : Ur-Maral, Zhaltyrak-Tash
  - Saimaluu-Tash
  - Trône de Soliman, Och, Vallée de Ferghana

### Laos
- Plaine des Jarres

### Malaisie
- Peintures rupestres de Tambun (en)
- Pétroglyphes de Lumuyu (en)

### Mongolie
- Pétroglyphes de l'Altaï mongol[11]
- Khoit Tsenkher Cave Rock Art (en), Mankhan
- Pétroglyphes de Bayan-Ovoo, désert du Gobi[12].

### Ouzbékistan
- Art rupestre de Siypantosh (en)
- Pétroglyphes de Zarautsoy
- Zaraout-Say

### Pakistan

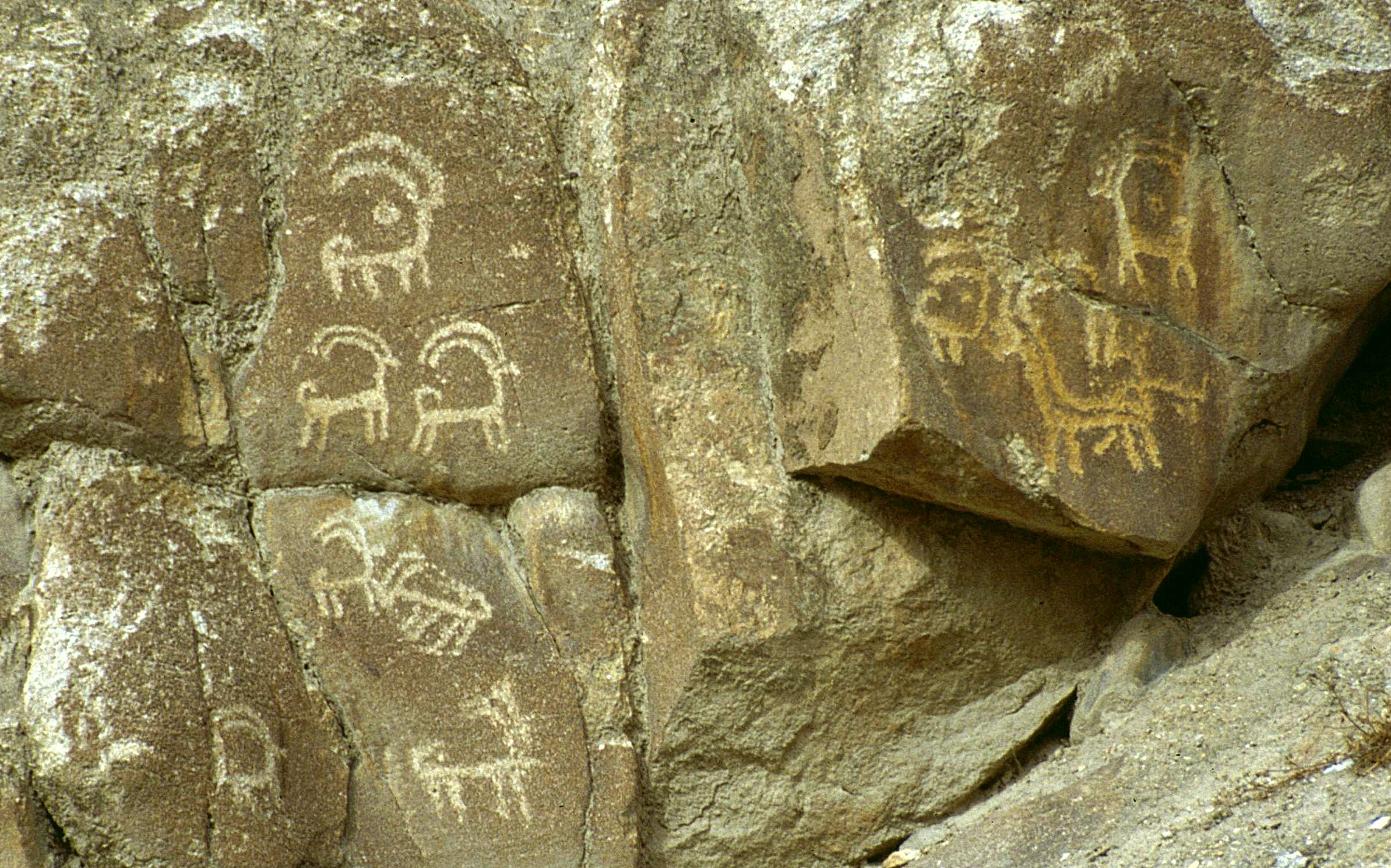
Motif préhistorique
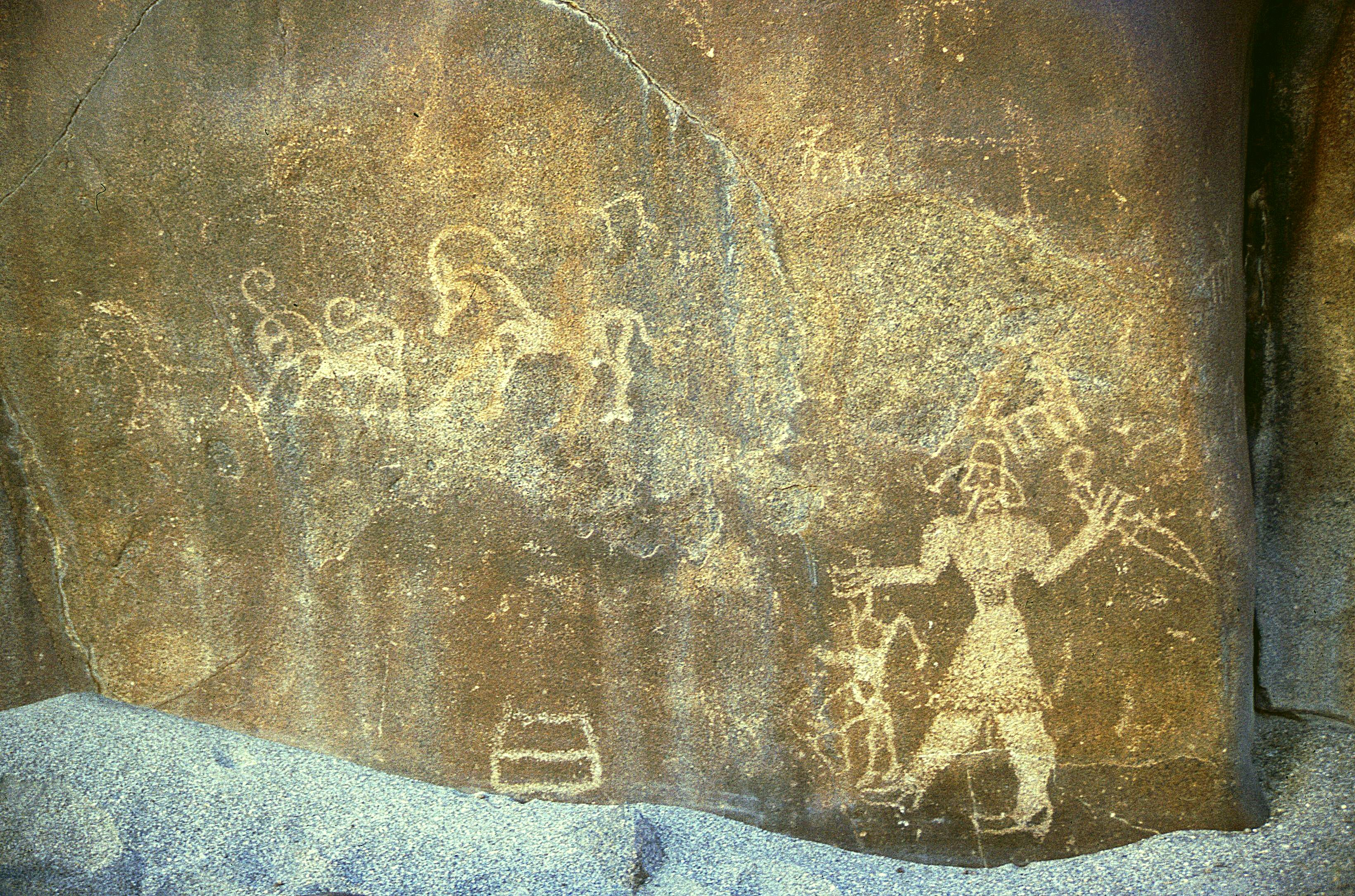
Motif ouest-iranien
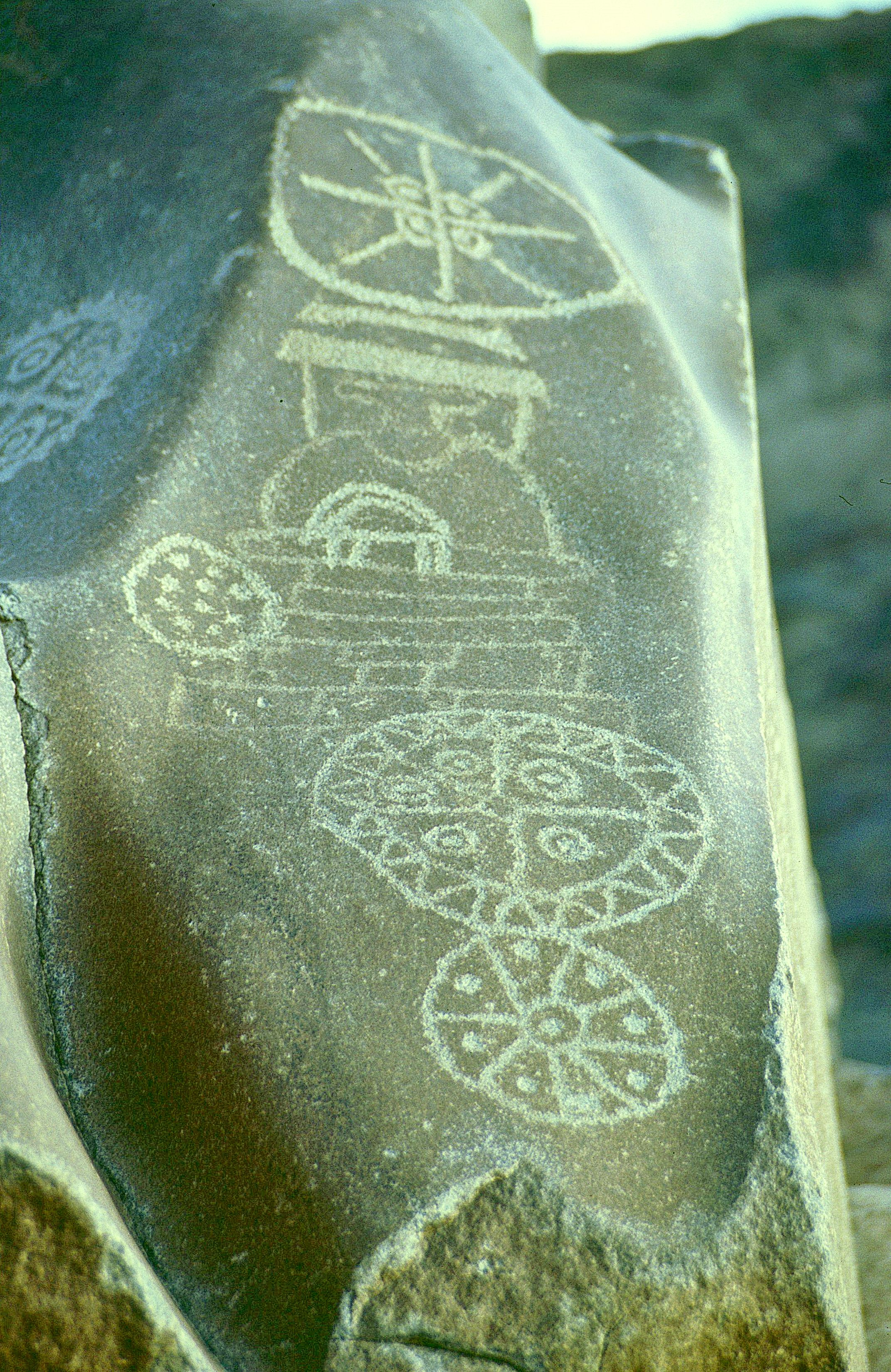
En bordure de l'autoroute du Karakorum
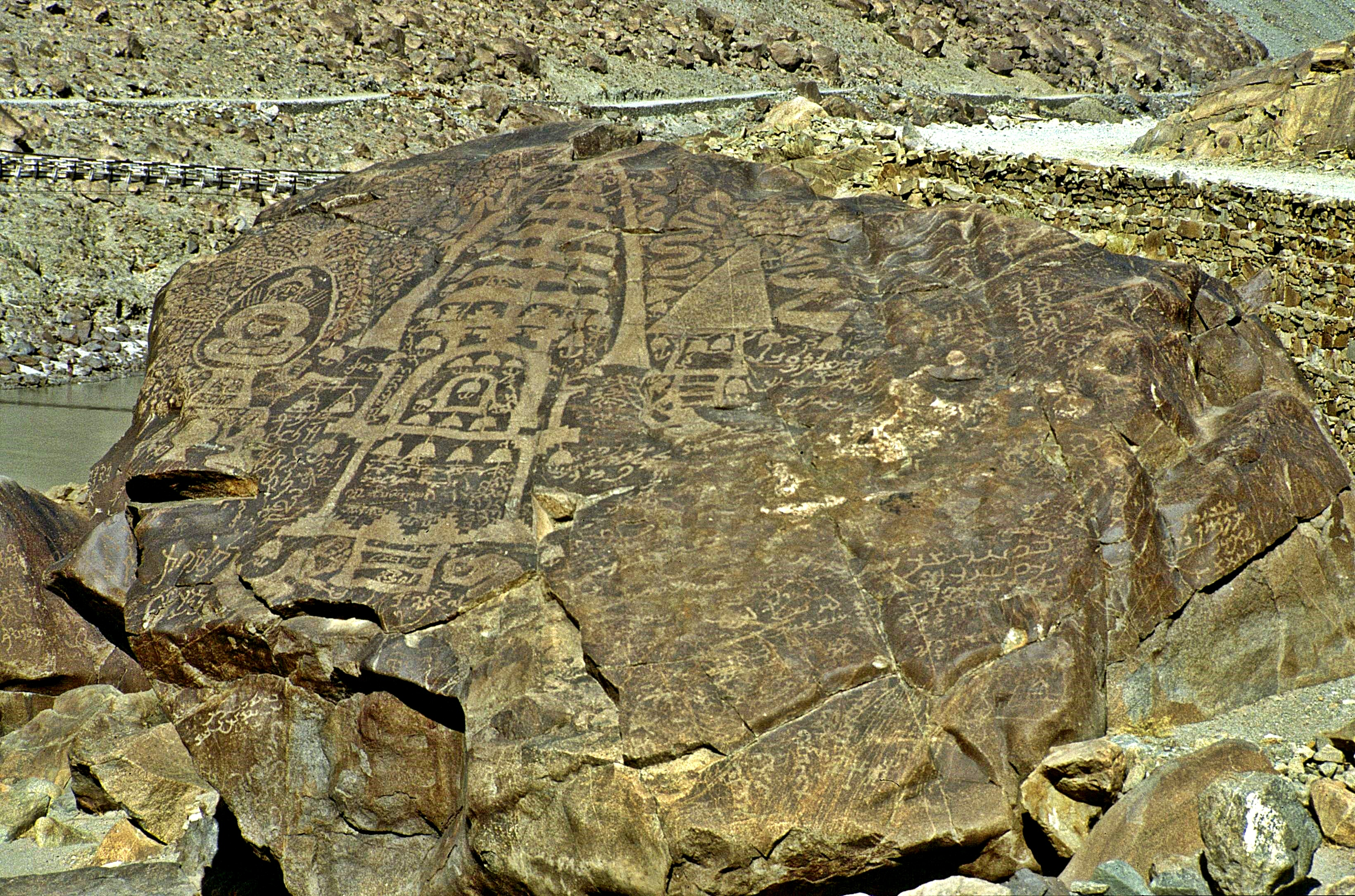
Vers Shatial

- Pétroglyphes du Gilgit-Baltistan, le long de la Route du Karakorum
- Près de 50 000 pétroglyphes ont été répertoriés dans la haute vallée de l'Indus, près de Chilas
- Gravures rupestres anciennes du Sindh (en)

### Philippines

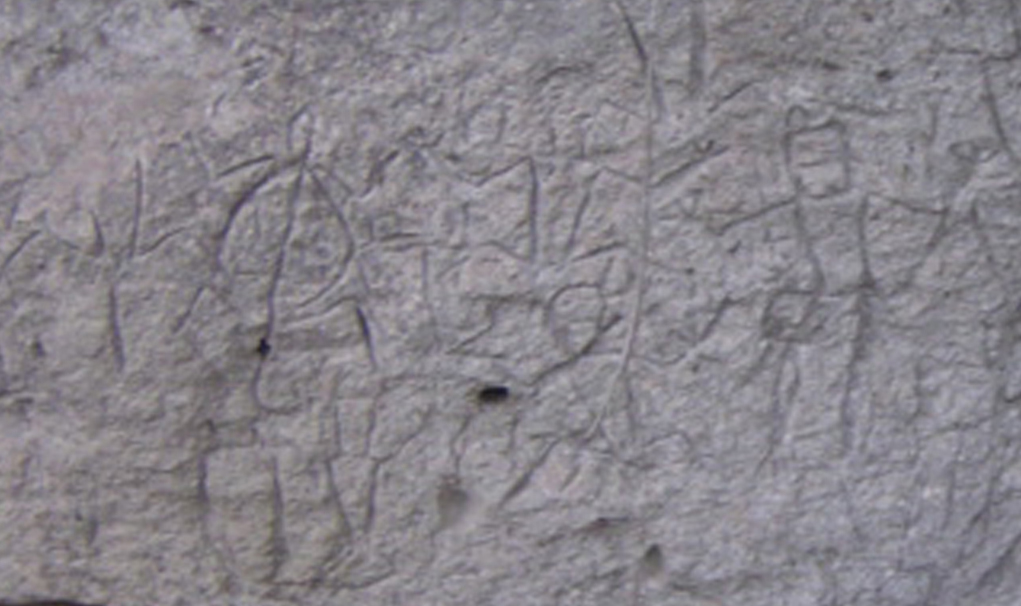
Pétroglyphes d'Angono, Rizal.

- Pétroglyphes d'Angono, Rizal

### Russie
Russie asiatique :
- Kalbak-Tash
- Pétroglyphes de la vallée du Ielangach
- Complexe mégalithique de la Tarkhata
- Vallée de l'Ienisseï, avec notamment l'alphabet de l'Ienisseï.

### Taïwan
- Pétroglyphes de Wanshan, Kaohsiung

### Thaïlande
- Pha Taem National Park (en)

### Timor oriental
- Ile Kére Kére (de)

### Turquie
- Ankara : Lena
- Erzurum : Grotte de Cunni
- Hakkâri : Vallée du Gevaruk, Hakkari Trişin
- Kars : Kağızman
- Ordu : Esatli
- Monts Beşparmak : Latmos
- Architecture troglodytique en Cappadoce (en), Parc national de Göreme et sites rupestres de Cappadoce
- Göbekli Tepe

### Viêt Nam
- Pétroglyphes de Nam Đàn, Hà Giang
- Pétroglyphes de Sa Pa, Lào Cai